# Ully-Saint-Georges
Ully-Saint-Georges – miejscowość i gmina we Francji, w regionie Hauts-de-France, w departamencie Oise.
Według danych na rok 1990 gminę zamieszkiwało 1600 osób, a gęstość zaludnienia wynosiła 86 osób/km² (wśród 2293 gmin Pikardii Ully-Saint-Georges plasuje się na 169. miejscu pod względem liczby ludności, natomiast pod względem powierzchni na miejscu 106.).